# Bandiera di Jungar
La bandiera di Jungar (准格尔旗S, Zhǔngé'ěr QíP) è una bandiera della Cina, appartenente alla regione autonoma della Mongolia Interna e amministrata dalla prefettura di Ordos.